# L'Insaisissable (film, 2000)
Pour les articles homonymes, voir L'Insaisissable.
Pour plus de détails, voir Fiche technique et Distribution.
L'Insaisissable (Die Unberührbare) est un film allemand réalisé par Oskar Roehler sorti en 2000.
Le réalisateur s'inspire des derniers jours de sa mère, l'écrivaine Gisela Elsner.

## Synopsis
Automne 1989. La télévision diffuse les images de la chute du mur de Berlin, tandis que l'écrivaine Hanna Flanders téléphone dans son appartement de Munich au dramaturge Ronald pour lui annoncer son suicide avec de l'arsenic. Ils se décident à fumer encore une cigarette, Ronald convainc Hanna de lâcher la bouteille.
La chute du mur agite encore plus la psyché de Hanna, qui est dépendante de la nicotine et des médicaments, et insomniaque. Aujourd'hui elle se sent plus accablée, car la RDA était le seul pays dans lequel leurs livres étaient encore imprimés. L'utopie de voir les idées de Lénine s'appliquer à l'Ouest s'est écroulée avec le mur. Elle décide de s'installer à Berlin. Le déménagement lui coûte une grande partie de ses économies, avec ce qui lui reste elle s'offre un manteau de chez Dior.
Arrivée dans la capitale, elle rend visite à son fils qui s'énerve lorsqu'elle fume dans son appartement, car lui-même essaie d'arrêter, il ne peut pas partager son enthousiasme pour la ville et lui demande également si elle a encore de la drogue. De même, il lui dit ne pas aimer son œuvre littéraire, elle s'en va. Hanna se rend dans l'Hôtel Excelsior et passe la nuit avec une prostituées qui se demande comment elle doit se comporter avec elle. Le lendemain, elle va chez son éditeur qui fait la fête des amis, à moitié ivre, Hanna lui annonce qu'elle ne sent plus capable d'écrire.
Ses meubles ne sont pas encore arrivés de Munich. Hanna n'a plus d'argent, l'assistante Grete lui met à disposition l'appartement que la maison loue dans un Plattenbau en dehors de la ville. L'appartement est si délabré que Hanna fuit la nuit dans un bar. Ici c'est aussi la fête, un professeur ivre accoste Hanna. Il a lu toute son œuvre et lui en parle en détail. Lorsqu'il devient importun, elle le refuse et se met à l'insulter et à le menacer. Les clients l'expulsent de l'établissement.
Hanna erre et s'arrête en larmes au matin dans un restoroute. Une jeune femme, qui se trouvait au bar la veille, l'invite dans sa famille. Pour la première fois Hanna peut dormir et ôter sa perruque noire. Quand elle se réveille, elle se joint à la famille et remarque qu'elle se moque de la chute du mur. Après un bref coup de téléphone avec Ronald, elle quitte Berlin.
En chemin, elle passe d'abord chez ses parents à qui elle demande de l'argent. Son père et sa mère se disputent pour savoir s'il lui faut en donner. Avec 500 marks de son père, elle va à la gare et rencontre Bruno, son premier mari, le père de son fils. Il la persuade d'aller à Darmstadt et de rester ensemble. Bruno, après la mort récente de sa seconde femme, est devenu alcoolique et ne peut plus travailler. Hanna le laisse après une nuit et revient à Munich. Elle retrouve son appartement vide. Le lendemain matin, elle tente de retourner le manteau Dior mais se le voit refuser. Hanna se saoule dans un bar et s'effondre dans la rue.
Elle se réveille dans un hôpital, où l'on lui a administré un sevrage de la nicotine, sans quoi son AOMI s'aggravera et elle devra être amputée d'une jambe. En plus du sevrage de la nicotine, qui n'est pas sûr d'empêcher l'amputation, elle commence aussi une cure de désintoxication pour les médicaments. Elle se rend compte que la cigarette est la seule chose qu'elle aime vraiment dans la vie. Ronald lui rend visite à son centre et lui dit qu'il va mettre en scène une de ses pièces à Vienne. Elle ne se ressaisit pas. Elle fume dans les toilettes de l'hôpital discrètement une dernière cigarette, puis se défenestre.

## Fiche technique
- Titre : L'Insaisissable
- Titre original : Die Unberührbare
- Réalisation : Oskar Roehler
- Scénario : Oskar Roehler
- Musique : Martin Todsharow
- Direction artistique : Birgit Kniep-Gentis
- Costumes : Brigitte Fuchs
- Photographie : Hagen Bogdanski
- Son : Manfred Banach
- Montage : Isabel Meier
- Production : Käte Ehrmann, Ulrich Caspar
- Sociétés de production : Distant Dreams Filmproduktion, ZDF
- Société de distribution : Advanced
- Pays d'origine :  Allemagne
- Langue : allemand
- Format : Noir et blanc - 1,85:1 - Dolby SR - 35 mm
- Genre : Drame
- Durée : 110 minutes
- Dates de sortie :
  -  Allemagne : 20 avril 2000.
  -  Royaume-Uni : 15 juin 2001.
  -  France : 19 septembre 2001[1].
  -  Pays-Bas : 8 novembre 2001.
  -  Suède : 11 janvier 2002.
  -  Italie : 18 octobre 2002.

## Distribution
- Hannelore Elsner : Hanna Flanders
- Vadim Glowna : Bruno
- Jasmin Tabatabai : Meret
- Lars Rudolph (de) : Viktor
- Michael Gwisdek : Joachim
- Nina Petri : Grete
- Tonio Arango (de) : Ronald
- Charles Regnier : Le père de Hanna
- Helga Göring : La mère de Hanna
- Bernd Stempel : Dieter
- Claudia Geisler (de) : Carmen
- Marie Zielcke : L'infirmière
- Catherine Flemming (de) : Isabelle
- Martin Wuttke : Le vendeur du restoroute
- Christine Harbort (de) : Irene
- Harry Hass : Le réceptionniste

## Récompenses et nominations
- Festival de Cannes 2000 : Sélection Quinzaine des réalisateurs[2].
- Deutscher Filmpreis 2000 :
  - Meilleur film
  - Meilleure actrice : Hannelore Elsner
  - Meilleur acteur dans un second rôle (nomination) : Vadim Glowna
- Festival international du film de Chicago 2000 :
  - Silver Hugo de la meilleure actrice : Hannelore Elsner
- Bayerischer Filmpreis 2001 :
  - Meilleure actrice : Hannelore Elsner
- Preis der deutschen Filmkritik (de) 2001 :
  - Meilleur film
  - Meilleure actrice : Hannelore Elsner
  - Meilleur acteur dans un second rôle (nomination) : Vadim Glowna
- Festival international du film d'Istanbul 2001 :
  - Tulipe d'or du meilleur film
- Festival international du film de Miami 2001 :
  - Prix FIPRESCI

## Source de traduction
- (de) Cet article est partiellement ou en totalité issu de l’article de Wikipédia en allemand intitulé « Die Unberührbare » (voir la liste des auteurs).